# Бананові чипси
Бананові чипси, бананові чіпси — обсмажені у фритюрі або сушені, зазвичай хрусткі скибочки бананів. Зазвичай їх виготовляють з більш твердих, крохмалистих сортів бананів, таких як Саба та Нендран. Вони можуть бути солодкими або солоними та можуть бути покриті цукром, медом, сіллю або різними спеціями.
Бананові чипси — це єдиний продукт переробки бананів, що має значні обсяги міжнародної торгівлі. Основним експортером бананових чипсів у світі є Філіппіни. Експортні ринки для бананових чипсів також існують у Таїланді та Індонезії.

## Смажені
Смажені бананові чипси зазвичай виготовляють зі шматочків недозрілих бананів, обсмажених у фритюрі на соняшниковій або кокосовій олії. Ці чипси сухі (як картопляні), містять близько 4 % води (столової) і можуть бути підсолені, приправлені спеціями, вкриті цукровою глазур'ю або нарізані шматочками. Іноді додають банановий ароматизатор. Якщо використовують стиглі десертні банани, вони виходять мокрими. Їх використовують для десертів, а не для сухих чипсів.

## Засушені
Деякі різновиди бананових чипсів можна виробляти, використовуючи лише зневоднення харчових продуктів. Вони дуже солодкі та мають інтенсивний банановий смак. Вони виготовляються з повністю стиглих бананів. Також виготовляється шляхом запікання в духовці, хоча цей процес може не дати такого ж яскравого бананового смаку.

## Склад
Сушені бананові чипси складаються з 4 % води, 58 % вуглеводів, 34 % жирів і 2 % білків. У 100-грамовій порції сушених бананових чипсів міститься 520 калорій і вони є багатим джерелом (20 % або більше від добової норми) магнію (21 % від добової норми) і вітаміну B6 (20 % від добової норми), а також помірної кількості заліза, міді та калію (від 10 % до 11 % від добової норми). Інші мікроелементи містяться в незначних кількостях від добової норми (див. таблицю поживних речовин).